# Bertold Spuler
Pour les articles homonymes, voir Spuler.
Bertold Spuler (né le 5 décembre 1911 à Karlsruhe et mort le 6 mars 1990 à Hambourg) est un orientaliste allemand qui est notamment directeur de l'Institut islamique de l'université de Göttingen, puis professeur à l'université de Hambourg. Il est membre de la Société orientale allemande.

## Carrière
Bertold Spuler naît à Karlsruhe (alors capitale du grand-duché de Bade au sein de l'Empire allemand) dans la famille d'un ophtalmologiste et d'une mère allemande de Silésie. Ses parents appartiennent à une petite minorité religieuse ayant fait sécession en 1870 de l'Église catholique, celle des vieux-catholiques qui rejettent le concile Vatican I et prennent une tournure protestante. Toute sa vie, Bertold Spuler est un membre actif de cette communauté.
Bertold Spuler reçoit son instruction du lycée Bismarck de Carlsruhe où l'enseignement est particulièrement soigné en grec et en latin et en humanités de manière générale. Il apprend au lycée le français, le russe et l'anglais. Cela lui permet d'ajouter ensuite d'autres langues, comme l'italien, l'espagnol et le polonais. Au cours de ses études universitaires, il apprend l'arabe, le persan et le turc (aussi bien ancien que moderne). Il passe sa première jeunesse dans l'époque extrêmement tourmentée de l'Allemagne ruinée d'après-guerre, où presque toutes les valeurs d'autrefois se sont effondrées et où la république de Weimar fait preuve de peu de compétence.
Il commence des études de lettres classiques et d'histoire classique, ainsi que de russe et de polonais et d'islamologie à l'université de Heidelberg (1930-1931), qu'il poursuit à l'université de Munich (1931-1933), avec un trimestre d'été à Hambourg, et qu'il termine à l'université de Breslau à l'âge de 24 ans. Il compte parmi ses professeurs Carl Brockelmann et Rudolf Strothmann.
En 1934, la Commission historique de Silésie emploie Spuler comme assistant de recherche (Referent) en littérature polonaise. Après sa soutenance de thèse de troisième cycle en 1935 à l'université de Breslau, il devient assistant à l'institut des études d'Europe de l'Est de l'université de Berlin. Il entre en 1937 à l'université de Göttingen à la chaire du Moyen-Orient du professeur Walther Hinz. C'est sous l'influence de ce dernier que Spuler développe un grand intérêt pour l'iranologie.
Il est mobilisé en 1939 en tant que soldat alors qu'il est Privat-docent de l'université de Göttingen. 
Spuler  est nommé en 1943 professeur ordinaire de philologie sémitique et d'islamologie à l'université de Munich, mais cette prise de fonction n'est que nominale, car il ne peut pratiquement remplir sa fonction étant mobilisé à l'armée et affecté au ministère des Affaires étrangères. Cependant, il dirige étant mobilisé comme soldat l'Islam-Institut de l'université de Göttingen, à partir de juin 1944 où pendant plus d'un trimestre il enseigne aux légionnaires musulmans de la Wehrmacht (choisis parmi les prisonniers de guerre soviétiques originaires des républiques musulmanes) les bases religieuses islamiques (enseignement réprimé en URSS, comme pour toute religion), afin de devenir aumôniers musulmans (Feld-Mullahs) des troupes originaires d'Asie centrale ou du Caucase. Spuler dirige en outre les cours d'histoire de l'unité de travail (Arbeitsgemeinschaft) Turkestan, qui est formée par le Reichssicherheitshauptamt à partir de la Société orientale allemande. Ces troupes sont formées après la défaite de Stalingrad. Cela illustre la volonté des Allemands de mobiliser les musulmans contre les Soviétiques. Il est démobilisé en mai 1945, après l'effondrement du Troisième Reich et l'entrée à Berlin de l'Armée rouge. Écarté de l'enseignement par la dénazification qui frappe toute la population adulte (en août 1949, il reçoit le résultat de l'enquête: exonéré de toute charge, unbelastet), Spuler retrouve une chaire d'islamologie en 1948 au séminaire d'histoire et de culture du Proche-Orient de l'université de Hambourg et y fonde entre autres la section d'égyptologie. Il poursuit tout le restant de sa carrière à l'université de Hambourg, jusqu'à sa retraite en 1980.
Il provoque un scandale en 1967 lorsque des étudiants gauchistes protestataires font irruption à une session du rectorat en déployant une banderole sur laquelle sont inscrits les mots « Sous la toge: une vilaine odeur de mille ans » (Unter den Talaren - Muff von 1000  Jahren). Ce slogan fait allusion au « Reich de mille ans » d'Hitler, et à la toge des professeurs d'université, comme symbole du pouvoir élitiste. Spuler rétorque : « vous méritez tous le camp de concentration! » et cela donne lieu à de vives critiques de toute part et à la suspension provisoire du professeur Spuler,,. Cette affaire a pour résultat de révéler au public que le professeur Spuler avait adhéré au NSDAP en 1937 et était devenu chef de cellule par la suite.
Le professeur Spuler a publié des ouvrages fondamentaux sur le début de la culture islamique au Moyen-Orient et en Asie moyenne, notamment à l'époque des conquêtes mongoles. Ses travaux portant sur l'espace iranien au sens large font toujours autorité.
Il a été invité comme visiting professor aux universités d'Ankara, d'Istanbul, de Bordeaux, de Bagdad,  et de Kaboul,  ainsi qu'à l'UCLA et au Collège de France.
Après sa mort son immense bibliothèque privée a été achetée par l'université islamique internationale de Malaisie de Kuala Lumpur.

## Ouvrages
- Die europäische Diplomatie in Konstantinopel bis zum Frieden von Belgrad 1739 [La Diplomatie européenne à l'égard de Constantinople, jusqu'à la paix de Belgrade en 1739] thèse, in: Jahrbücher für Kultur und Geschichte der Slaven. Jg. 1935, H. 1. 2.
- Die Minderheitenschulen der europäischen Türkei von der Reformzeit bis zum Weltkrieg. Mit einer Einleitung über das türkische mohammedanische Schulwesen [Les écoles minoritaires de la Turquie européenne, de la Réforme, jusqu'à la Guerre mondiale]. Priebatsch, Breslau, 1936
- Die Mongolen in Iran. Politik, Verwaltung und Kultur der Ilchanzeit 1220-1350 (Les Mongols en Iran. Politique, administration et culture de l'époque des Ilkhans ) thèse d'habilitation de doctorat, Hinrichs, Leipzig, 1939; 4e édition, éd. Akademie, Berlin, 1985, traduit en turc moderne et en persan
- Idel-Ural. Völker und Staaten zwischen Wolga und Ural [ Idel-Oural. Peuples et États entre Volga et Oural], éd. O. Stollberg, Berlin, 1941
- Die goldene Horde. Die Mongolen in Rußland 1223-1502 [La Horde d'or. Les Mongols en Russie 1223-1502], éd. Harrassowitz, Leipzig, 1943; 2e édition augmentée, Wiesbaden, 1965
- Die Gegenwartslage der Ostkirchen in ihrer völkischen und staatlichen Umwelt [La Situation actuelle des Églises orientales dans leur identité ethnique et l'environnement étatique], éd. Metopen, Wiesbaden, 1948; rééd., 1968
- Dans le manuel Handbuch der Orientalistik: Die Mongolenzeit. [Manuel de l'orientalisme scientifique : l'époque mongole] (Wissenschaftliche Editionsgesellschaft), Berlin, 1948; rééd. Brill, Leyde, 1953
- Die Chalifenzeit. Entstehung und Zerfall des islamischen Weltreichs [L'Époque des califes. Formation et disparition de l'empire islamique], éd. Brill, Leyde, 1952

- Iran in früh-islamischer Zeit. Politik, Kultur, Verwaltung und öffentliches Leben zwischen der arabischen und der seldschukischen Eroberung 633 bis 1055 [L'Iran au début de l'ère islamique. Politique, culture, administration et vie publique entre la conquête arabe et les Seldjoukides, de 633 à 1055], Steiner, Wiesbaden, 1952
- Regenten und Regierungen der Welt [Les dirigeants et les gouvernements du monde]. 2e partie 1492 - 1953, A. G. Ploetz, Wurtzbourg, 1953 ; rééd. en deux volumes.
- Regenten und Regierungen der Welt. 3e partie: Neuere Zeit 1492-1918, Wurtzbourg, 1962
- Regenten und Regierungen der Welt. 4e partie: Neueste Zeit 1917/1918-1964, Wurtzbourg, 1964

- En collaboration avec Ludwig Forrer: Der vordere Orient in islamischer Zeit [Le Proche-Orient à l'époque islamique], éd. Francke, Berne, 1954
- Die morgenländischen Kirchen [Les Églises orientales ], éd. Brill, Leyde 1964
- Regenten und Regierungen der Welt Teil II Nachtrag 1964/65 Zu Band 4: Neueste Zeit 1917/18-1964, A. G. Ploetz, Wurtzbourg, 1966
- Geschichte der Mongolen. Nach östlichen und europäischen Zeugnissen des 13. und 14. Jahrhunderts (L'Histoire des Mongols. D'après des témoignages orientaux et européens des XIIIe et XIVe siècles), Artemis, Zurich, 1968
- Regenten und Regierungen der Welt. Teil II, Band 5: Neueste Zeit 1965-1970, A. G. Ploetz, Wurtzbourg, 1972
- Gesammelte Aufsätze [Œuvres choisies], Brill, Leiden, 1980,  (ISBN 90-04-06049-9)

### Ouvrages traduits en français
Les Mongols dans l'Histoire, Payot, 1961